# Шахматный турнир

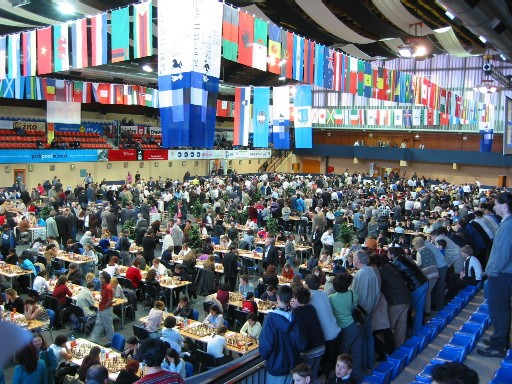
35-я шахматная олимпиада, шахматный турнир, проводящийся раз в два года

Шахматный турнир — это серия шахматных партий, в которых шахматисты соревнуются, чтобы определить победителя — игрока или команду. Начиная с первого международного шахматного турнира в Лондоне в 1851 году, шахматные турниры стали стандартным видом шахматных соревнований среди сильных игроков.
На сегодняшний день одним из наиболее признанных индивидуальных шахматных соревнований являются шахматные турниры Вейк-ан-Зее, Сент-Луис. Наиболее представительный командный турнир — Шахматная олимпиада, в ней игроки представляют свои страны, также как на Олимпийских играх. Начиная с 1950-х, на турнирах стали появляться шахматные компьютеры.
Большинство шахматных турниров организованы и управляются по правилам Всемирной шахматной федерации (ФИДЕ), которая предоставляет рекомендации и регулирует проведение турниров. Шахматные турниры проводятся в основном по круговой системе, швейцарской системе или олимпийской системе.

## История

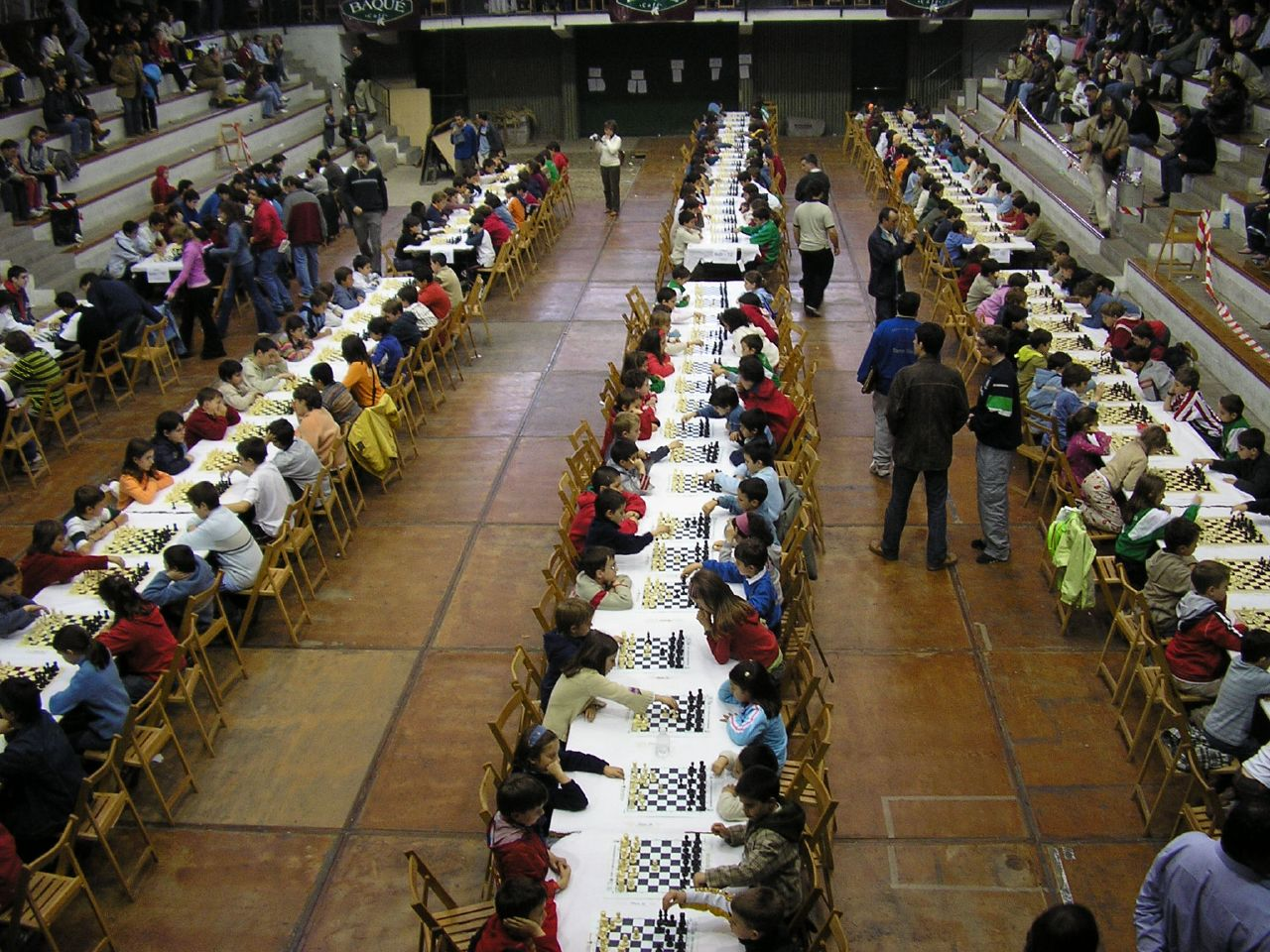
Юношеский шахматный турнир в Испании

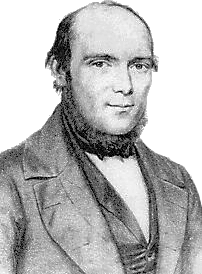
Адольф Андерсен

Хотя можно сказать, что современные шахматы появились около 1475, а первый матч «на первенство мира» прошёл в 1575 году в Мадриде, английские писатели и историки Кеннет Уайлд и Дэвид Винсент Хупер считают, что один из первых турниров (подразумевая под этим определённую структуру соревнования) прошёл в городе Лидс в 1841 году. Джордж Уокер, основавший Вестминстерский шахматный клуб и Сент-Джорджский шахматный клуб в Лондоне, написал в книге «Жизнь Белла» о соревновании в Йоркшире, назвав его турниром. В 1849 году проходил турнир по системе плей-офф в Лондоне, в 1851 году — турнир в Амстердаме. Первый шахматный турнир, который по праву может называться международным, проходил в Лондоне в 1851 году. Шахматный турнир в Лондоне в 1851 проходил во время международной выставки, и служил примером и руководством для будущих международных шахматных турниров. Турнир показал не только необходимость в контроле времени, но также и продемонстрировал недостатки формата «игр на вылет» Турнир выиграл немецкий шахматист Адольф Андерсен, в результате чего его стали считать лучшим шахматистом мира.
Число международных шахматных турниров стало резко возрастать. К концу 1850-х, шахматные турниры проходили в Берлине, Париже, Манчестере, Нью-Йорке, Сан-Франциско, Бирмингеме и Вене. К концу Второй Мировой войны, в год проводилось 24 международных турниров, к 1990 году их было свыше тысячи.

### Шахматные олимпиады

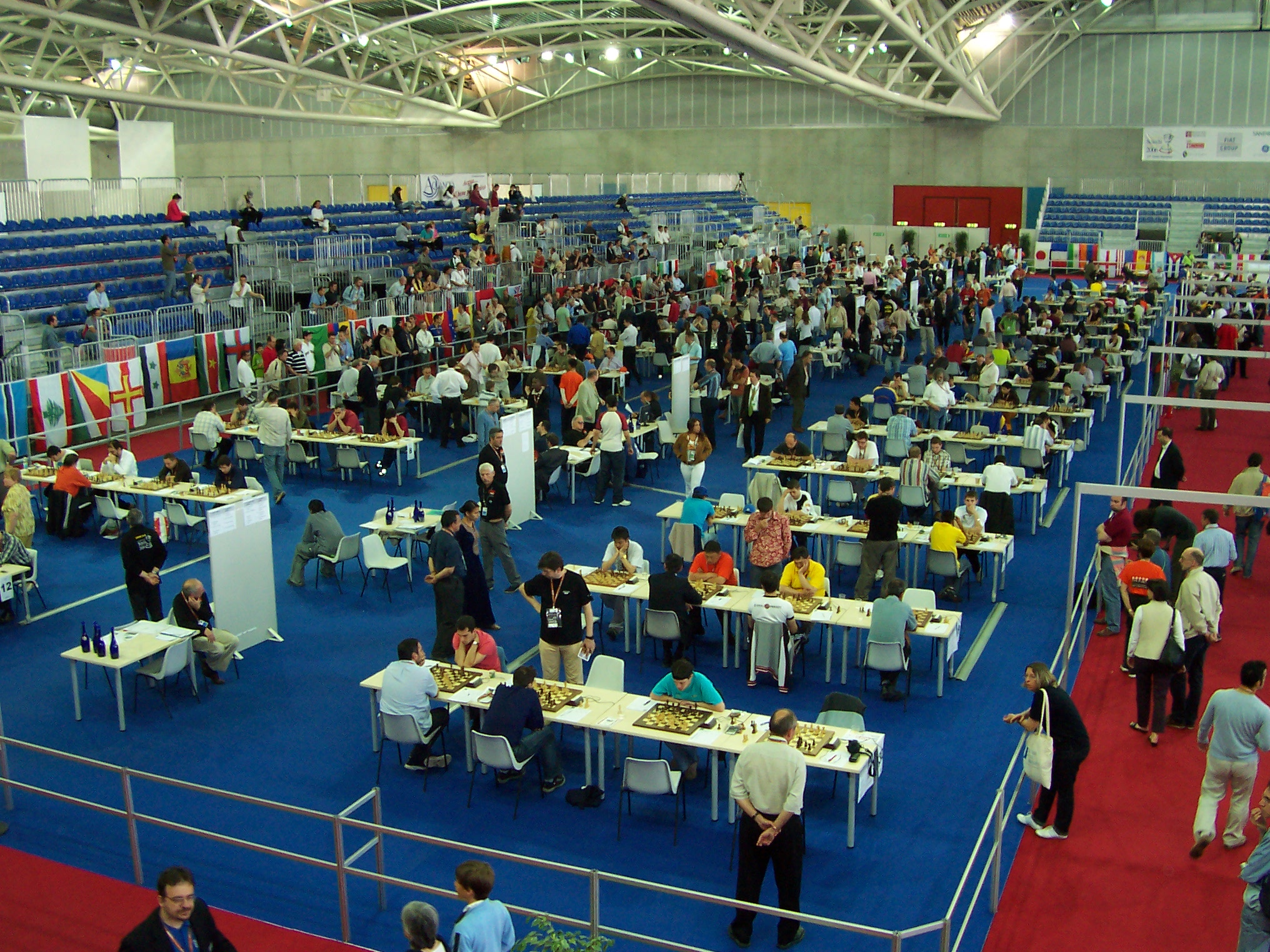
Шахматная олимпиада, зал, Турин 2006

В 1924 году была сделана попытка включить шахматы в Олимпийские Игры. Из-за того, что среди игроков в шахматы было тяжело различать профессионалов и любителей, соревнование было отменено. Во время Летних Олимпийских игр 1924 в Париже, первая неофициальная шахматная олимпиада также проходила в Париже, но отдельно от Олимпийских соревнований. В заключительный день неофициальной шахматной олимпиады была сформирована Международная шахматная федерация (ФИДЕ). ФИДЕ организовала первую официальную шахматную олимпиаду в 1927 году, на ней было представлено 16 стран-участниц. На момент проведения 27-й шахматной олимпиады в 1990 в ФИДЕ было 127 стран-членов. Шахматные олимпиады проводились ФИДЕ нерегулярно до 1950 года, с тех пор они проводятся каждые два года.
|  |  |

### Компьютеры на шахматных турнирах

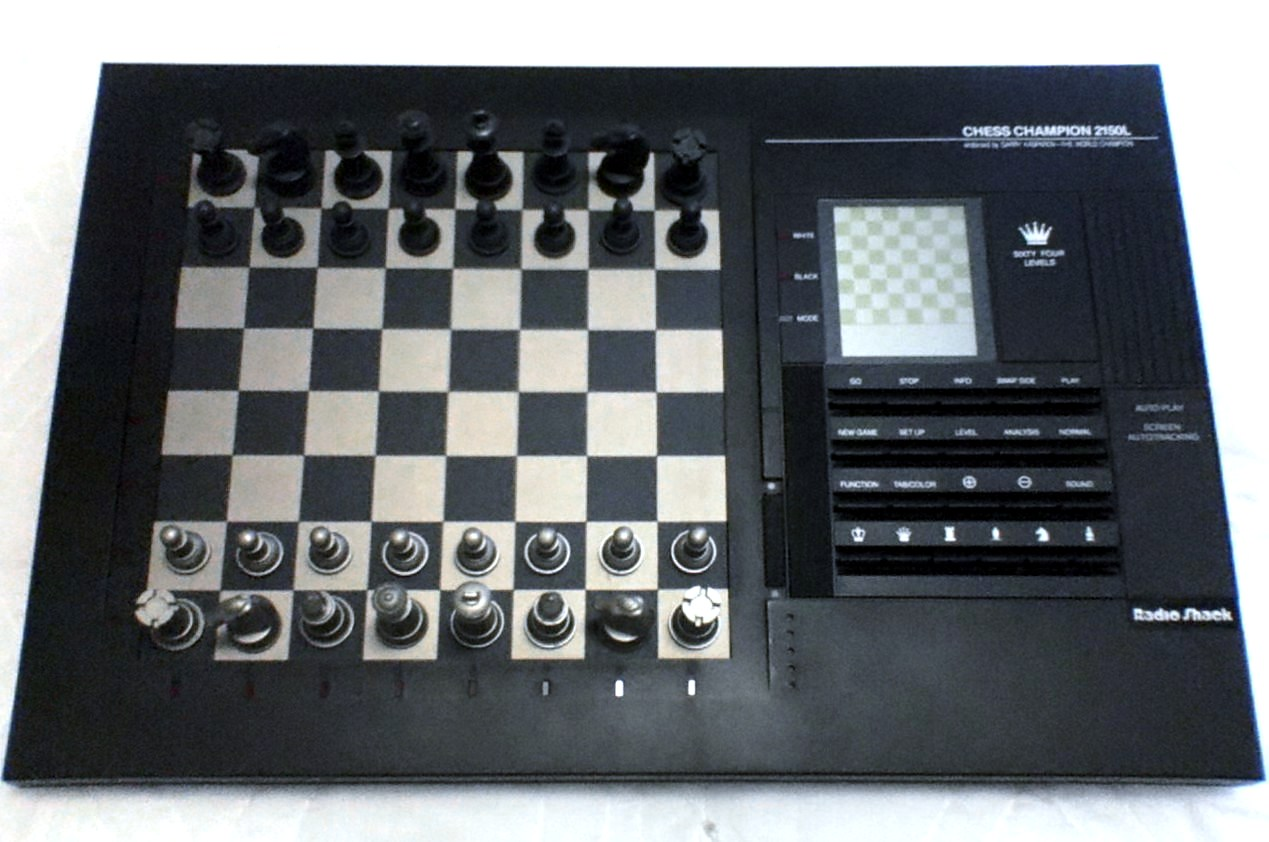
Шахматный компьютер с LCD экраном в 1990-х годах

Первый шахматный движок (компьютерная программа, играющая в шахматы), который обыграл человека на турнире — :en:Mac Hack Six в 1967 году. Вскоре были организованы турниры, в которых принимали участие лишь компьютеры. В 1970 году в Нью-Йорке прошёл первый Северо-Американский компьютерный чемпионат по шахматам (NACCC), в 1974 в Стокгольме прошёл первый Чемпионат мира по шахматам среди компьютерных программ (WCCC). Kaissa, шахматная компьютерная программа СССР, была названа первым чемпионом в компьютерные шахматы. В 1995 году был проведён первый Компьютерный чемпионат по блицу в Падерборне. На протяжении некоторого времени компьютеры также принимали участие и в турнирах с людьми, но вскоре компьютеры стали слишком сильны для шахматных игроков, те перестали с ними соревноваться и воспринимают не как оппонентов, а средство анализа. Сохраняется интерес и к компьютерным шахматным турнирам, особенно к Чемпионату мира по шахматам среди компьютерных программ и en:Top Chess Engine Championship.

## Правила игры
Турниры ФИДЕ проводятся по правилам справочника ФИДЕ, который используется как основное руководство для проведения турниров. В справочнике содержится девять статей о проведении шахматных турниров.

### Шахматные часы

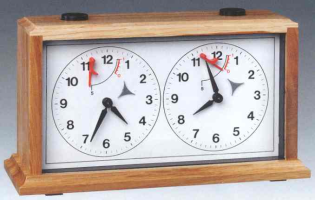
Типичные шахматные часы. Два раздельных таймера.

Шахматные часы — часы с двумя раздельными циферблатами, одновременно идут только одни часы. Шахматные часы бывают механические и электронные(цифровые). Арбитр или игрок играющий чёрными фигурами на старте игры запускает таймер оппонента. Игрок с белыми фигурами должен сделать ход. Игрок или арбитр могут прекратить игру, как только у оппонента игрока превышено временное ограничение. Пока временное ограничение прошло незамеченным, игра продолжается. Если игру необходимо приостановить, арбитр останавливает часы. Если необходимо вмешательство судьи, часы может остановить игрок.
Ввиду большей точности цифровых часов, цифровые часы являются более предпочтительными при  выборе оборудования на турнирах.

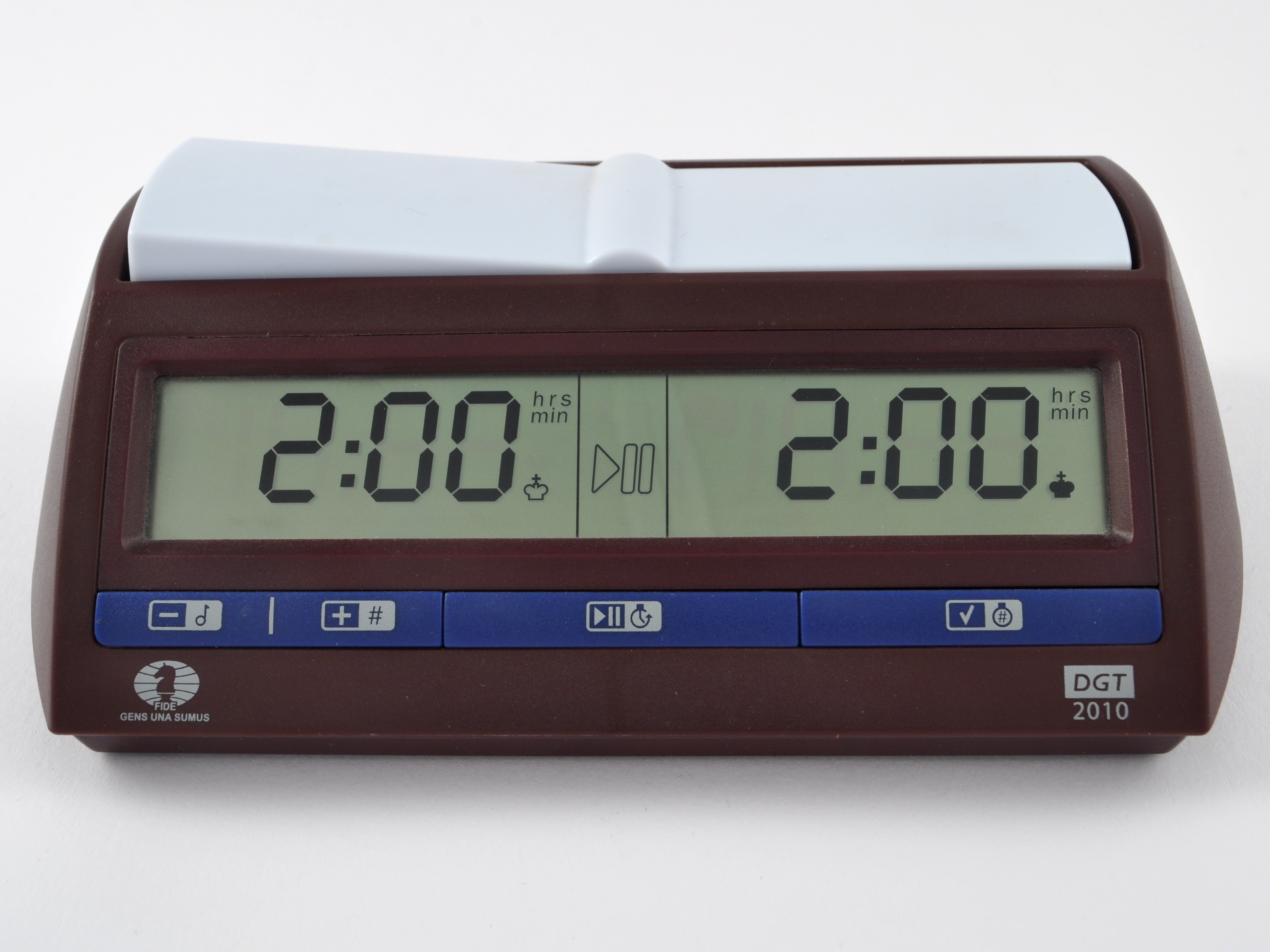
Цифровые часы

Впервые шахматные часы появились на международном турнире, проходившем в 1883 году в Лондоне. Их появление было обусловлено медленной игрой некоторых шахматистов. Некоторые ходы могли занимать час и более, а партии могли продолжаться дольше десяти часов.
Первые часы представляли собой часовые механизмы с маятником, стоявшие на подставке.

### Неправильные ходы и позиции
Если обнаруживается, что стартовое положение фигур неправильное, то игра должна быть отменена и начата заново. Если обнаружено, что был сделан некорректный шахматный ход, фигуры возвращаются на позиции, которые они занимали до этого хода. За первый неправильный ход игрока арбитр даёт две минуты дополнительного времени на обдумывание его оппоненту (в блице — одну). Если игрок делает второй неправильный ход в той же игре, арбитр объявляет ему проигрыш, но если его соперник не имеет возможности поставить мат — ничью. Если шахматные фигуры находятся не на той стороне доски, то позицию нужно перенести на другую, правильно расположенную, доску. Если игрок переместил какие-нибудь фигуры, не производя ими ход, он должен переместить их обратно за счёт своего времени.

### Запись ходов

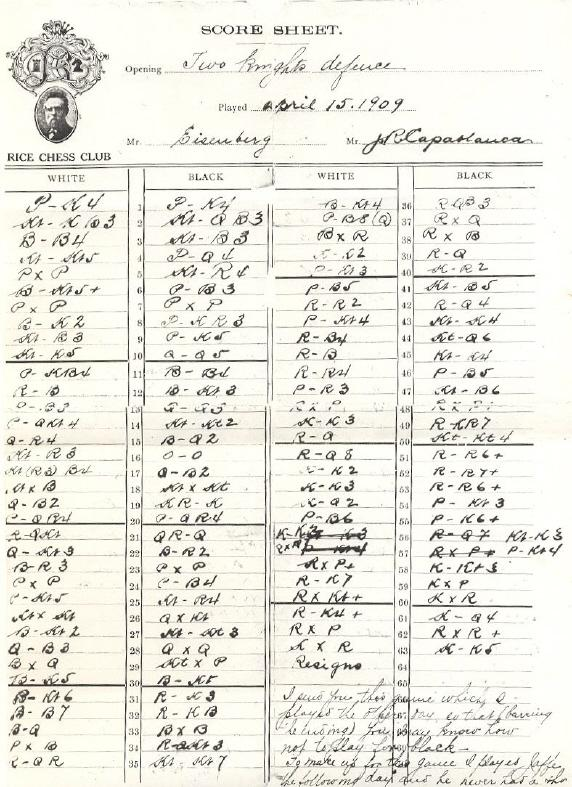
Запись ходов шахматной партии 1909 года (чёрные — Х. Капабланка)

В играх со стандартным контролем времени (один час или более на игру; более одного периода с любым контролем), каждый игрок должен записывать все свои ходы в соответствии с шахматной нотацией. Однако, если у игрока остаётся менее пяти минут, и у него нету бонуса в 30 секунд и более, он может не записывать оставшиеся ходы до завершения игры. После завершения игры, оба игрока должны подписать бланки с ходами друг друга и сдать судье. В быстрых шахматах не требуется записывать ходы, поскольку это уменьшает время на обдумывание хода. Бланки с ходами должны быть видны арбитру во всё время игры.

### Ничейная партия
Игрок должен сделать собственный ход до того, как предложить ничью, и не должен прекращать отсчёт своего времени, начиная тем самым и отсчёт времени соперника. Если игрок не делает ход до предложения ничьи, его оппонент может потребовать ход до рассмотрения предложения. При предложении ничьи не выдвигаются условия. Если игрок требует ничьи согласно правилам, игроку разрешается прекратить отсчёт времени на обоих часах и зафиксировать его ничью, если его оппонент согласен с ничьей. Если оппонент не согласен с ничейной партией, то может быть вызван директор турнира. Если требование оправдано правилами, партия заканчивается вничью. Если игрок переместил шахматные фигуры с позиции, подходящей для ничьей, он теряет право требовать ничьей в этой позиции.

### Счёт
Игрокам даётся одно очко (1) за победу, пол-очка (½) за ничью и ноль очков (0) за проигрыш, если на турнире заранее не будет решено иначе. При нарушении правил один игрок может получить ½ очка, а другой 0, или же оба — ни одного. Если партия фактически не игралась (например, игрок не явился на турнир или отказался от игры), возможны результаты +/– (белые выиграли), –/+ (чёрные выиграли) и –/– (оба проиграли). Ничья в таком случае невозможна. Игроки могут использовать следующую запись счёта:
| Символ | Счёт             |
| ------ | ---------------- |
| 1–0    | Белые побеждают  |
| 0–1    | Чёрные побеждают |
| ½–½    | Ничья            |

## Форматы проведения турниров
Большинство шахматных турниров проводятся по швейцарской, круговой или олимпийской системе.

### Круговая система
В турнирах, проходящих по круговой системе, каждый участник играет с каждым в ходе тура. Большинство турниров, проходящих по круговой системе, используют систему подсчёта очков 1-½-0. На некоторых турнирах — в Бильбао и Лондоне — используется аналогичная футбольным играм система подсчёта очков 3-1-0.

### Швейцарская система
Турнир, в котором участвует слишком много спортсменов, чтобы провести круговой турнир, обычно проводится по швейцарской системе. Игроки играют против оппонентов, имеющих такое же количество очков. После первого тура игроки разбиваются на группы с одинаковым количеством очков, матчи проводятся между игроками из одной группы. Подбор соперников на таких турнирах имеет следующие трудности:
- Игроки не встречаются с одним и тем же оппонентом более одного раза.
- Не удаётся соблюсти принцип чередования цвета, и обычно разница между количеством игр белыми и чёрными более одной игры.

Организаторы турниров в последнее время используют специальное программное обеспечение
для подбора пар игроков. Ввиду большого количества ничьих, многие игроки имеют одно и то же количество очков в конце турнира.

### Олимпийская система

Сетка турнира по системе плей-офф с 16 игроками

В шахматах также используется Олимпийская система, или система плей-офф. Международный шахматный турнир в Лондоне в 1851 году проводился по системе с выбыванием. В таких турнирах, проигравший игрок немедленно прекращает состязание за победу в турнире. В большинстве турниров, проводящихся по этой системе, игроки могут сражаться и за места ниже первого. Игроки становятся «сеяными» на основе их рейтинга Эло. Таким образом предотвращается матч между двумя сильными игроками, а соответственно и гарантированное выбывание одного из них, в начале турнира.
Поскольку в шахматах игрок, играющий белыми, получает преимуществ первого хода, игроки должны иметь чётное количество совместных игр, тогда каждый из игроков играет в половине игр белыми. Возникает необходимость найти победителя при ничейном исходе: в таком случае игроки проводят матчи в формате рапида или блица.

### Нокаут-система
Система проведения шахматных турниров, представляет собой вариант плей-офф, построенный с учётом особенностей шахмат — в каждом туре участники играют не одну партию, а матч из нескольких партий с гарантированным неничейным результатом.

### Схевенингенская система
Система проведения шахматных соревнований, при которой каждый член одной группы участников играет со всеми членами другой группы.

## Категории турниров
FIDE классифицирует турниры соответственно среднему рейтингу Эло участников. Стартовая категория для турниров серии «Мастерс» — категория I — для турниров со средним рейтингом игроков от 2251 до 2275. От 2276 до 2300 очков — турнир категории II, уровень категории повышается каждые следующие 25 очков. В 2014 году прошли первые турниры категории XXIII — Цюрих 2014 и Сент-Луис 2014, средний рейтинг Эло игроков был более 2800.
| Кат. | Рейтинги Эло |
| ---- | ------------ |
| I    | 2251–2275    |
| II   | 2276–2300    |
| III  | 2301–2325    |
| IV   | 2326–2350    |
| V    | 2351–2375    |
| VI   | 2376–2400    |
| VII  | 2401–2425    |
| VIII | 2426–2450    |

| Кат. | Рейтинги Эло |
| ---- | ------------ |
| IX   | 2451–2475    |
| X    | 2476–2500    |
| XI   | 2501–2525    |
| XII  | 2526–2550    |
| XIII | 2551–2575    |
| XIV  | 2576–2600    |
| XV   | 2601–2625    |
| XVI  | 2626–2650    |

| Кат.  | Рейтинги Эло |
| ----- | ------------ |
| XVII  | 2651–2675    |
| XVIII | 2676–2700    |
| XIX   | 2701–2725    |
| XX    | 2726–2750    |
| XXI   | 2751–2775    |
| XXII  | 2776–2800    |
| XXIII | 2801–2825    |
| XXIV  | 2826–2850    |

## Контроль времени
Контроль времени — механизм, применяемый в турнирах. Он позволяет каждой партии матча завершиться своевременно, чтобы турнир мог быть продолжен. 

## Список шахматных турниров
- Американский шахматный конгресс (не проводится)
- Биль
- Дортмунд
- Линарес (не проводится)
- Мемориал Капабланки
- Мемориал Чигорина
- Чемпионат Берлина по шахматам
- Чемпионат Великобритании по шахматам
- Форос (не проводится)
- Bilbao Chess Masters Final (не проводится)